# Lista de bens tombados no Rio de Janeiro
A lista de bens tombados no Rio de Janeiro reúne itens do patrimônio histórico, cultural e, natural do estado brasileiro do Rio de Janeiro, que foram tombados em nível municipal por ...; em estadual por ... e, em nível federal realizados pelo IPHAN, no contexto de preservação do patrimônio histórico-cultural brasileiro.